# Cuphead
Cuphead, a volte sottotitolato "Don't Deal With the Devil", è un videogioco run 'n' gun del 2017, sviluppato e pubblicato da Studio MDHR per Windows, Xbox One, macOS, Nintendo Switch e PlayStation 4.
Il gioco vede Cuphead e Mugman, due fratelli, con la testa da tazze, che hanno fatto un patto col diavolo per pagare le perdite del casinò reimpossessandosi delle anime di alcuni debitori fuggitivi. Fino a due giocatori possono controllare uno dei due personaggi o giocare in modalità cooperativa locale per affrontare una serie di boss.
Lo stile grafico e musicale del gioco è ispirato alle serie animate americane degli anni trenta, in particolare ai lavori dei fratelli Fleischer e di Walt Disney.
Il gioco è uscito in tutto il mondo il 29 settembre 2017 per Windows e Xbox One; il 19 ottobre 2018 è stato pubblicato per macOS, il 18 aprile 2019 è stato commercializzato per Switch, mentre il 28 luglio 2020 per PlayStation 4. Il 26 settembre 2019 è stato incluso nel software delle automobili elettriche di Tesla.
Un contenuto scaricabile del gioco, intitolato Cuphead: The Delicious Last Course, è uscito il 30 giugno 2022.
Una serie animata Netflix basata sul gioco, La serie di Cuphead!, è stata presentata per la prima volta nel febbraio 2022.

## Trama

### Don't Deal With the Devil
La storia si svolge sulla fittizia Isola Calamaio, dove due giovani fratelli gemelli, Cuphead e Mugman, vivono insieme al loro nonno, Nonno Bricco. I due, un giorno, si perdono sulla strada del ritorno a casa, e arrivano al Casinò del Demonio, dove iniziano ad ottenere una scia di vittorie con i dadi. Il dirigente del locale, Re Dado, chiama allora il proprietario in persona, Satanasso Pigliatutto, che propone loro una sfida: un altro tiro buono e i fratelli avranno tutti i soldi del casinò, altrimenti dovranno dargli le loro anime. Cuphead casca nel trucco (invece Mugman capisce che entrambi sono in pericolo) e tira i dadi, perdendo. I due fratelli, disperati, chiedono una soluzione alternativa, e Satanasso allora li costringe ad andare in giro per le 3 isole a prendere i contratti di tutti gli altri abitanti che gli devono l'anima, entro la mezzanotte del giorno dopo o le loro anime andranno perdute. Per aiutarli, Nonno Bricco dà loro una pozione che permette di sparare colpi di energia dalle loro dita.
I due viaggiano per tutta l'Isola Calamaio e recuperano i contratti da tanti personaggi, per poi tornare al casinò. Là, i due vengono accolti da Re Dado: il gestore aveva scommesso con Satanasso che i due fratelli avrebbero fallito la loro missione ma è deciso a non perderla, e quindi li sfida in un combattimento, venendo sconfitto. I due si trovano al cospetto di Satanasso, che in cambio dei contratti avrebbe fatto unire Cuphead e Mugman alla sua squadra; a questo punto, il giocatore può decidere se dare i contratti a Satanasso o rifiutare.
Se il giocatore cede i contratti a Satanasso, questo maledice le anime di Cuphead e Mugman, trasformandoli in suoi crudeli servi, e il gioco finisce.
Se il giocatore rifiuta, i due protagonisti affrontano Satanasso in una battaglia, dalla quale escono vittoriosi, costringendo Satanasso ad arrendersi e bruciando tutti i contratti. I due tornano a casa e annunciano la notizia a tutti gli abitanti dell'Isola, che festeggiano i due eroi per il loro atto di altruismo.

### The Delicious Last Course

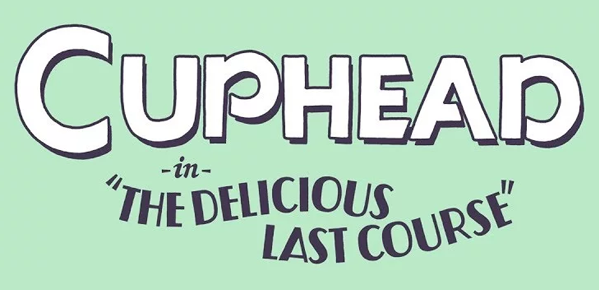
Logo del contenuto scaricabile The Delicious Last Course

Dopo aver liberato uno spirito noto come il Calice delle Meraviglie da uno dei mausolei del gioco principale, Cuphead e Mugman ricevono una convocazione da lei per visitare una quarta isola, più lontana rispetto alle altre tre del gioco principale. Una volta arrivati, Chalice da a loro un frollino che permette di scambiare posto con lei quando uno dei due fratelli lo mangia, trasformandolo in un fantasma e riportandola temporaneamente in vita. L'inventore del frollino, lo chef Pinzimonio Salieri, svela loro la sua ricetta per un dessert speciale noto come Fantastruffolo, che ha il potere di riportare in vita Chalice permanentemente; Salieri fa notare che gli ingredienti necessari sono custoditi dai più pericolosi abitanti dell'isola, ma i fratelli decidono comunque di partire in missione per recuperarli insieme a Chalice.
Una volta tornati alla panetteria con gli ingredienti, Salieri rivela che l'ingrediente segreto per preparare il Fantastruffolo è un'anima viva e che una volta che il dolce sarà pronto, potrà conquistare i poteri del piano astrale. A tal fine, ha catturato l'anima di uno dei protagonisti. I restanti due ingaggiano una battaglia contro Salieri e lo sconfiggono, provocando la distruzione della panetteria e non lasciando modo di finire il Fantastruffolo. Non volendo permettere a qualcun altro di rinunciare alla propria anima a suo vantaggio, Chalice decide di rimanere un fantasma e continuare a cercare un modo per tornare in vita, offrendo comunque di assistere Cuphead e Mugman in caso di necessità tramite il Frollino astrale.
Nell'epilogo, Salieri viene arrestato per i suoi crimini e condannato al servizio civile, durante il quale si rende conto dell'errore dei suoi modi, riconquista la fiducia degli abitanti dell'isola, ricostruisce la sua panetteria e fa ammenda per le sue azioni.

## Modalità di gioco
Il gioco si basa principalmente su continue battaglie con i boss intervallati da livelli in stile run 'n' gun. I livelli sono accessibili tramite una mappa del mondo, esplorabile come in un videogioco di ruolo, la quale, a sua volta, ha i suoi passaggi segreti per raggiungere certe aree senza superare dei determinati livelli. Sono presenti quattro mondi. Il giocatore può perdere infinite volte, mantenendo gli equipaggiamenti posseduti. Il personaggio, grazie alla parata schiaffo, possiede l'abilità di parare determinati oggetti, indicati dal colore rosa. Facendo ciò caricherà la Super-barra, la barra delle mosse speciali. La Super-barra è rappresentata da una fila di cinque carte da gioco e può anche essere caricata tramite effetti di attacco o amuleto. Un attacco potenziato può essere eseguito al costo di una carta, con una sua forma unica in base all'arma attualmente equipaggiata. Le mosse speciali, o Super, richiedono che la Super-barra sia completamente carica e questa verrà scaricata completamente dopo l'uso.
Il gioco prevede una modalità cooperativa, che permette di aggiungere un secondo giocatore durante le battaglie contro i boss. In questo caso, il secondo giocatore userà Mugman o Cuphead (a seconda di chi dei due fratelli sia usato dal primo giocatore).
Quando un giocatore viene sconfitto, si trasforma in un fantasma: giocando in modalità cooperativa l'altro giocatore ha del tempo in cui può utilizzare l'abilità di parata sullo spirito del giocatore sconfitto per riportarlo in gioco, ripristinando però un solo punto salute. Ciò sarà possibile soltanto le prime volte, poi l'ascensione dell'anima sarà sempre più veloce e diverrà impossibile riportare in vita il giocatore.
L'espansione Delicious Last Course aggiunge una nuova area con la propria campagna, inclusi nuovi boss, armi e amuleti; viene aggiunto anche un terzo personaggio giocabile, Ms. Chalice, che sostituisce Cuphead o Mugman quando equipaggiato con il Frollino astrale. Chalice ha una serie di mosse uniche, tra cui un doppio salto, la rotolata invincibile e uno scatto con parata.

## Colonna sonora
Anche la colonna sonora, composta da Kristofer Maddigan, è in tema anni '30: in essa abbondano infatti molti pezzi di genere ragtime e più in generale jazz, anche se non mancano altri generi, come il valzer di chiara ispirazione circense dell'Isola Calamaio 2, sia eseguiti solo al pianoforte e sia da tutta l'orchestra tipica jazzistica (con i temi musicali lasciati in prevalenza a tromba, sassofono e clarinetto, ma senza dimenticare altri strumenti come il vibrafono). Alcuni dei brani sono eseguiti in versioni diverse (solo piano o con orchestra) e vengono eseguiti dal gioco in momenti diversi in base all'ambientazione.
La colonna sonora è uscita anche come album, con titolo Cuphead - "Don't Deal With The Devil", prodotto da Kristofer Maddigan e pubblicato il 29 settembre 2017 in contemporanea col videogioco. La colonna sonora è stata distribuita solo in vinile e per il download digitale. La versione in vinile è costituita da quattro dischi ed è presentata come se fosse un vecchio album risalente agli anni trenta. Sono presenti in tutto 56 tracce, di genere jazz, big band e ragtime.

## Sviluppo

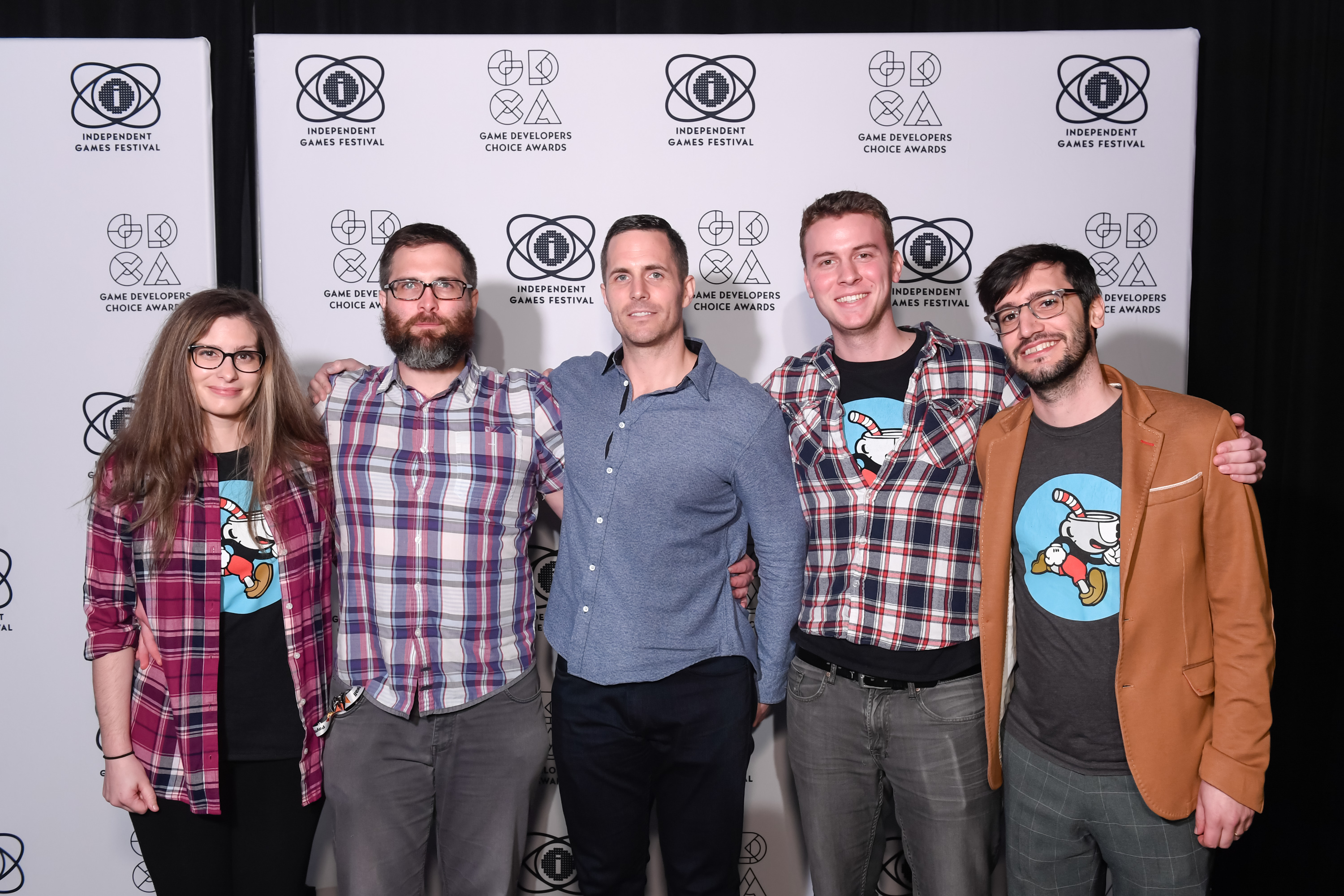
Gli sviluppatori di Cuphead (a partire da sinistra) Danielle Johnson, Jared e Chad Moldenhauer, Jake Clark e Hanna Abi-Hanna alla Game Developers Conference 2018

Cuphead è il primo gioco di Studio MDHR, uno studio canadese di sviluppo di videogiochi indipendenti fondato dai fratelli Chad e Jared Moldenhauer. Evan Skolnick ha scritto la sceneggiatura del gioco; il lavoro di animazione aggiuntivo è stato contribuito da Jake Clark, con la programmazione guidata da Tony Coculuzzi. I creatori hanno iniziato a sviluppare il gioco nel 2010 utilizzando Microsoft XNA e successivamente sono passati al motore grafico Unity nel 2014, ed è stato sviluppato rispettivamente dalle case dei fratelli a Oakville, Ontario e Regina, Saskatchewan. È stato ispirato dai cartoni animati degli albori dell'età d'oro dell'animazione americana come Disney e Fleischer Studios, insieme ai fumettisti Ub Iwerks, Grim Natwick e Willard Bowsky.
I Moldenhauer guardavano molti cartoni animati dell'età dell'oro da giovani, in gran parte da raccolte in VHS fornite dai loro genitori. Tra gli altri fratelli nella loro casa d'infanzia a Regina nel Saskatchewan, i due condividevano l'interesse per i videogiochi. Tentarono di realizzare un gioco in stile Cuphead nel 2000 ma non avevano gli strumenti per continuare. I fratelli decisero di riprovarci dopo il successo del gioco indipendente Super Meat Boy, uscito nel 2010. Il personaggio che divenne Cuphead discendeva da un film d'animazione di propaganda giapponese del 1936 con un personaggio con una tazza da tè al posto della testa. I Moldenhauer emularono l'animazione perché la trovarono strana. Prima di stabilirlo come personaggio principale, i fratelli avevano creato circa centocinquanta diversi disegni di personaggi.

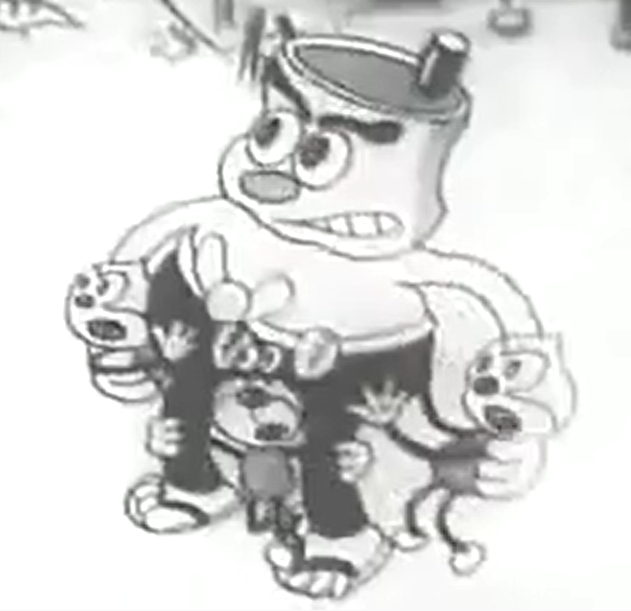
Il personaggio, con una tazza di tè al posto della testa, di una propaganda giapponese del 1936. Ha ispirato la creazione del protagonista Cuphead.

Le tecniche di animazione utilizzate sono simili a quelle di questi cartoni animati. Chad Moldenhauer, che in precedenza aveva lavorato nella grafica, ha disegnato a mano le animazioni e ha dipinto gli sfondi utilizzando gli acquerelli, colorandoli in Photoshop. La frequenza dei fotogrammi del gioco è di 60 fotogrammi al secondo, mentre l'animazione gira a 24 al secondo, che è lo standard nei film americani. Jared Moldenhauer ha lavorato su altri aspetti del gioco e hanno discusso insieme della progettazione dell'esperienza di gioco. Il loro studio ha assunto per il progetto uno sviluppatore rumeno, un animatore di Brooklyn e un musicista jazz dell'Ontario.
I Moldenhauer hanno descritto Cuphead come avente un cuore difficile, da "gioco del passato", per la sua enfasi sull'esperienza di gioco piuttosto che sulla trama. L'implementazione e il design visivo del gioco, combinati con il numero limitato di personale, sono stati la sfida più grande dello Studio MDHR, e come tali i Moldenhauer hanno fatto di tutto per completare il gioco, anche ipotecando nuovamente la loro casa per finanziarlo.

## Accoglienza
Cuphead fu accolto molto bene da parte della critica, almeno nelle versioni Xbox One, Windows, Switch e PS4.
Ai premi Golden Joystick Awards 2017 vinse i titoli di "Miglior visual design" e di "Gioco dell'anno - Xbox".
Sia il Cuphead originale, sia l'espansione The Delicious Last Course, furono tra i giochi più venduti del mondo nei rispettivi anni di uscita.

## Opere derivate
Un costume da Guerriero Mii di Cuphead è stato aggiunto al videogioco picchiaduro del 2018 Super Smash Bros. Ultimate tramite contenuto scaricabile nel gennaio 2020. Quattro "spiriti" a tema Cuphead sono stati aggiunti a Super Smash Bros. Ultimate nel febbraio 2020. Più tardi, nel 2020, la catena di ristoranti fast food statunitense Arby's ha aggiunto giocattoli e oggetti di carta in edizione limitata basati su alcuni personaggi del gioco al menù per bambini in luoghi selezionati.
Un gioco da tavolo, Cuphead: Fast Rolling Dice Game, è uscito nel 2021, dotato di un'applicazione complementare per iOS e Android.

### Serie animata
A luglio 2019 Netflix ha annunciato La serie di Cuphead!, una serie animata basata sui personaggi del gioco. Racconta le avventure di Cuphead e Mugman sull'Isola Calamaio, esplorando aree e incontrando personaggi oltre a quelli del videogioco. Sebbene la serie sia destinata a un pubblico giovane, StudioMDHR ha dichiarato la presenza di umorismo e gag che possono essere apprezzati anche dal pubblico adulto. Chad e Jared Moldenhauer di StudioMDHR sono produttori esecutivi insieme a CJ Kettler di King Features Syndicate. Dave Wasson e Cosmo Segurson sono i coproduttori esecutivi, mentre Clay Morrow e Adam Paloian sono i supervisori dei registi.
Il 18 gennaio 2022 è uscito un trailer ufficiale, e un mese dopo, il 18 febbraio, è stata pubblicata la serie. Il 19 agosto 2022 è stata pubblicata la seconda stagione e la terza il 18 novembre dello stesso anno. Sono presenti 3 stagioni, per un totale di 36 episodi, con la durata media di circa 16 minuti per episodio.